# Родионово (Кировская область)
Родионово — деревня в Слободском районе Кировской области в составе Стуловского сельского поселения.

## География
Находится у юго-восточной окраины районного центра города Слободской на правом берегу Вятки.

## История
Известна с 1678 года как деревня Онтроповская, позже Антроповская. В 1764 году учтено 12 жителей. В 1873 году в деревне Антроповская (Родионово) было учтено дворов 3 и жителей 18, в 1905 12 и 71, в 1926 16 и 67, в 1950 17 и 72, в 1989 проживало 46 человек. 

## Население
Постоянное население  составляло 33 человека (русские 100%) в 2002 году, 42 в 2010.